# Jaskinia na Tomaszówkach Dolnych Druga
Jaskinia na Tomaszówkach Dolnych Druga lub Schronisko na Tomaszówkach Dolnych II – jaskinia znajdująca się w górnej części Doliny Będkowskiej na terenie wsi Bębło w województwie małopolskim, w powiecie krakowskim, w gminie Wielka Wieś. Pod względem geograficznym jest to obszar Wyżyny Olkuskiej w obrębie Wyżyny Krakowsko-Częstochowskiej.

## Opis jaskini
Jaskinia znajduje się w lesie, w pierwszej od dołu skale Tomaszówek Dolnych. Ma duży otwór o ekspozycji zachodniej (a dokładniej WNW) na pęknięciu skały. Trójkątny otwór ma wysokość 9 m i średnicę przy ziemi 5 m. Znajduje się za nim lejkowato zwężający się przedsionek, za którym ciągnie się w poprzek szczelinowaty, wysoki korytarz. Jego prawa odnoga po 5 m kończy się zawaliskiem, lewa po 2 m przegrodzona jest progiem o wysokości 1,8 m. Powyżej progu ciągnie się jeszcze dwumetrowy korytarz, dalej przechodzący w niedostępną szczelinę.
Jaskinia powstała na pionowym pęknięciu skały w wapieniach skalistych z jury późnej. Wytworzona została w strefie saturacji – świadczą o tym widoczne na jej ścianach kotły wirowe, niewielkie kanały krasowe i liczne wżery. Nie ma szaty naciekowej. Namulisko obfite, składające się z iłu i gruzu wapiennego. Jest nienaruszone. Jest wilgotna i ma stały klimat. Rozproszone światło słoneczne dociera do poprzecznego korytarza. W jego zasięgu rozwijają się glony. Ze zwierząt obserwowano głównie pająki sieciarze jaskiniowe.

## Historia poznania
Jaskini była miejscowej ludności znana od dawna. Po raz pierwszy opisał ją Kazimierz Kowalski w 1951 r. W 1981 r. Sanocka-Wołoszynowa badała florę pajęczaków. Stwierdziła występowanie 6 gatunków pająków i 2 gatunków kosarzy. Plan jaskini sporządził  M. Napierała w 1978 r., aktualną dokumentację A. Górny w listopadzie 2009 r..

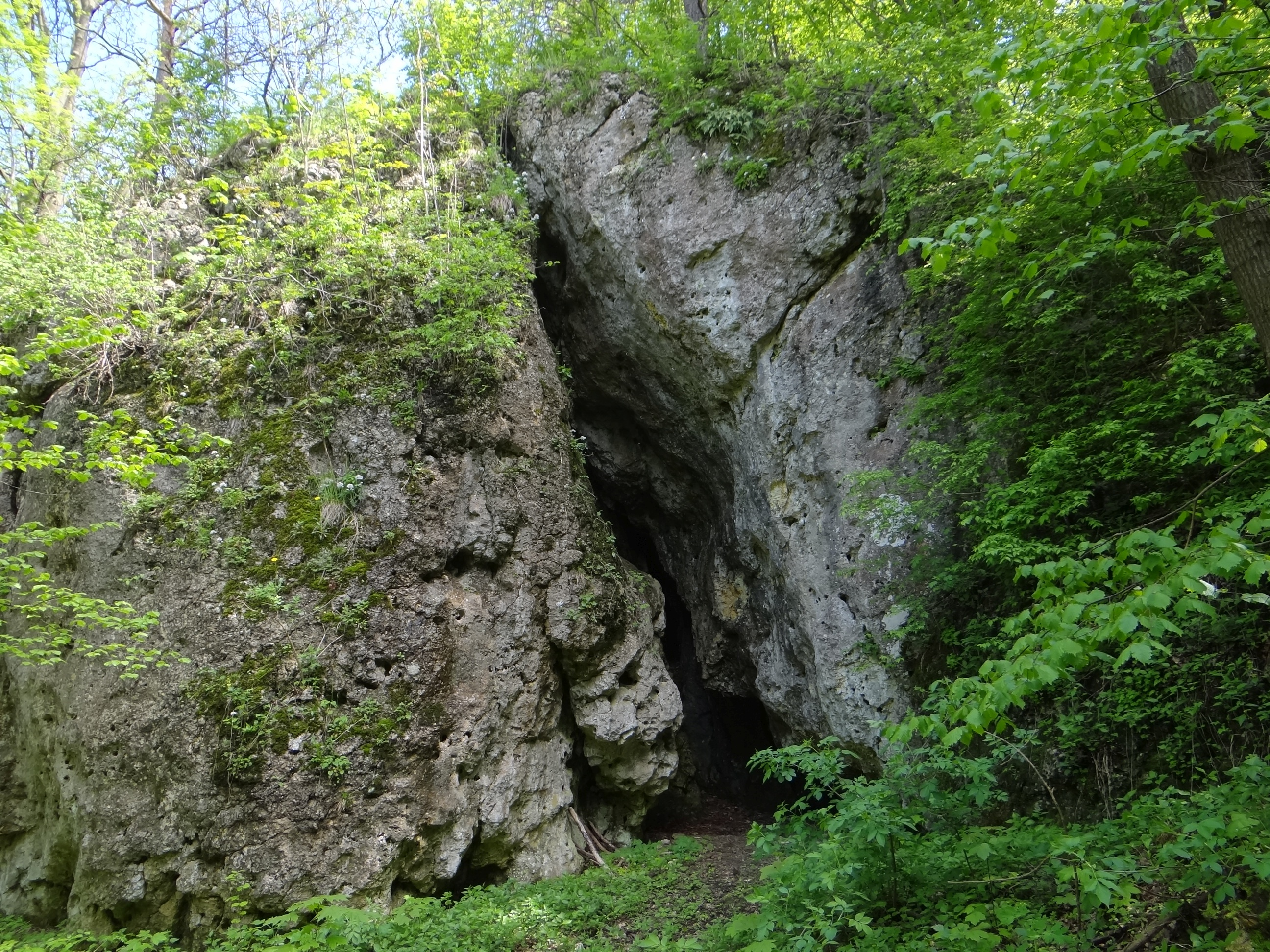
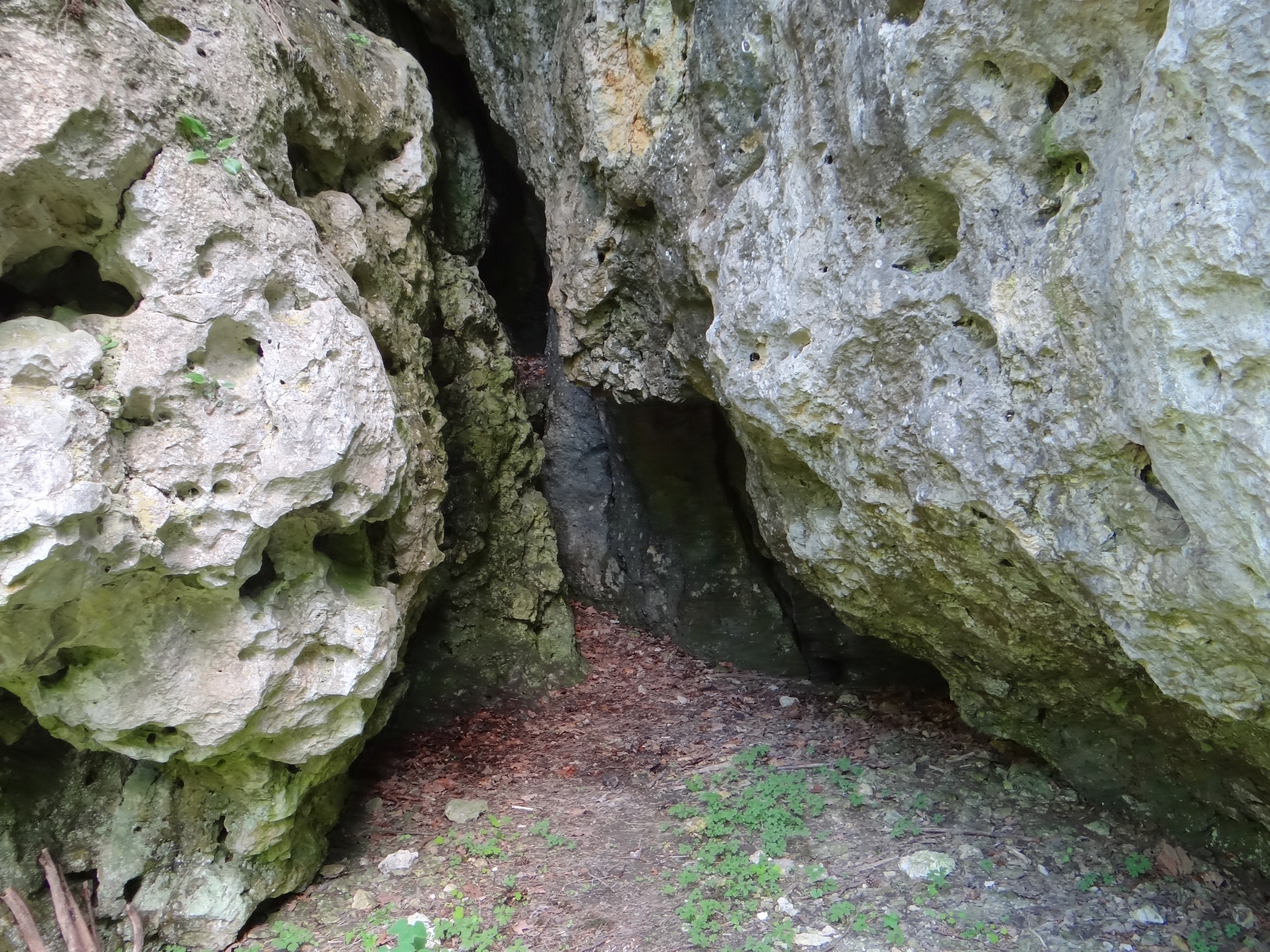
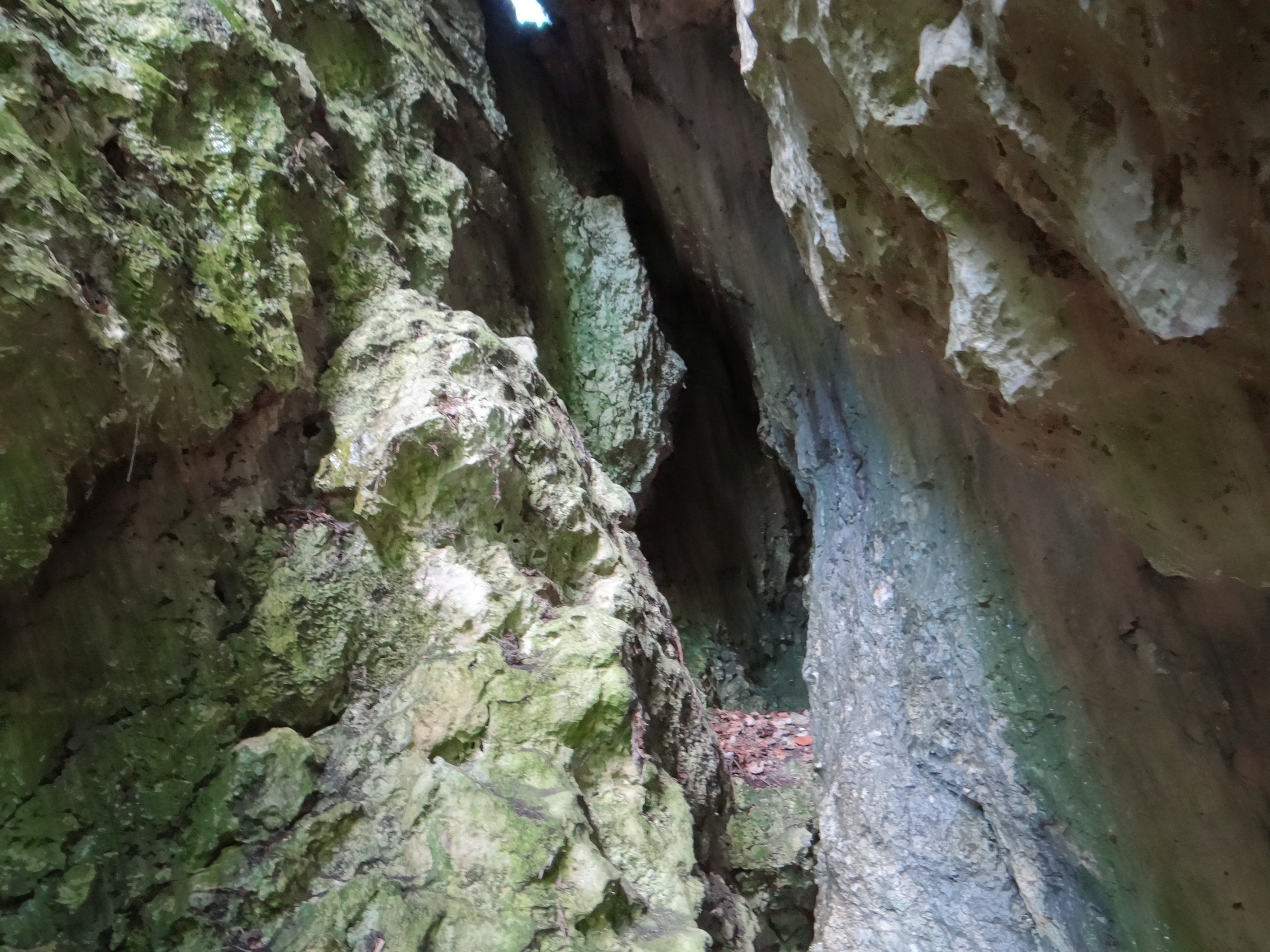
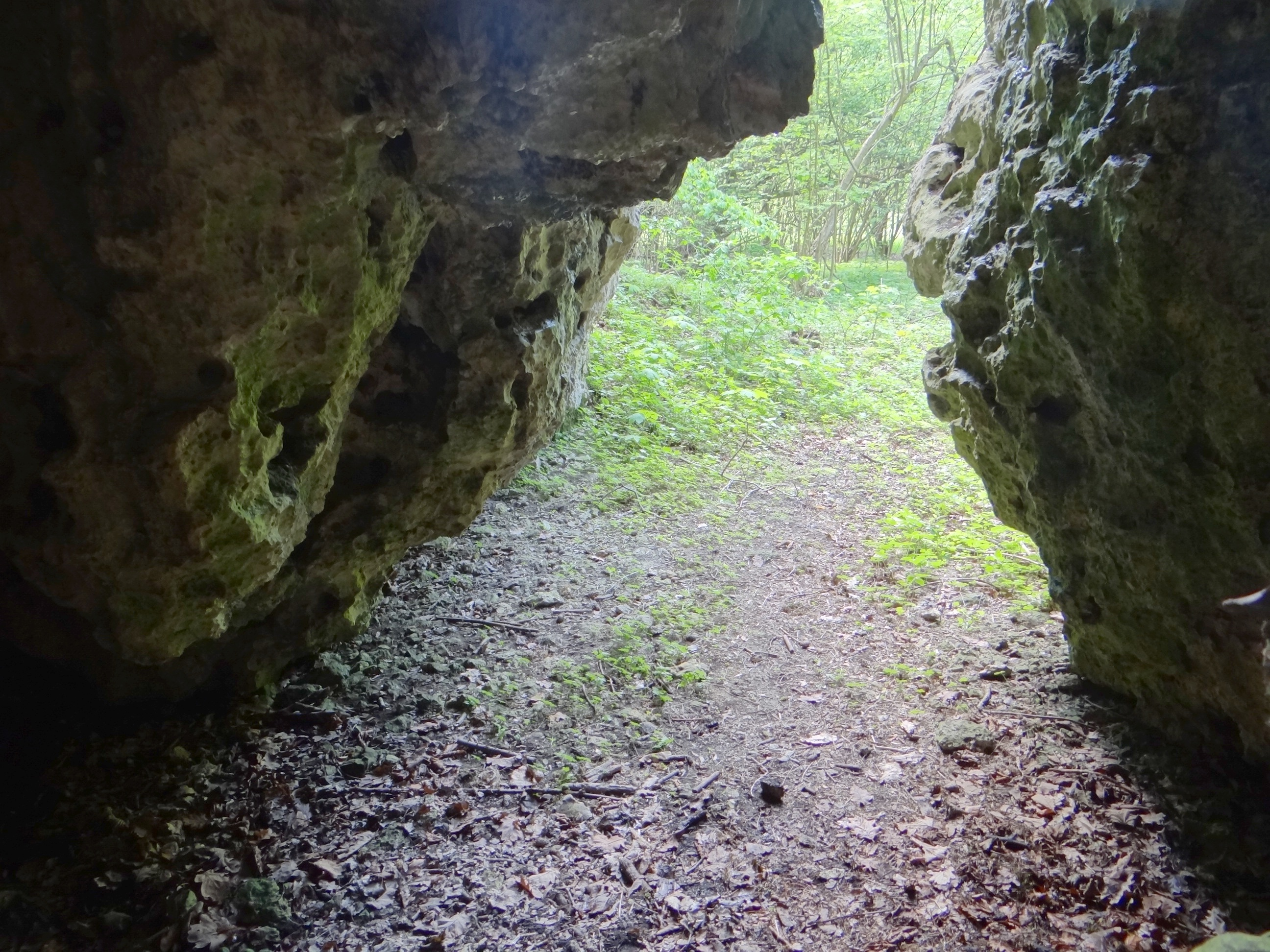